# Kargiloorlog

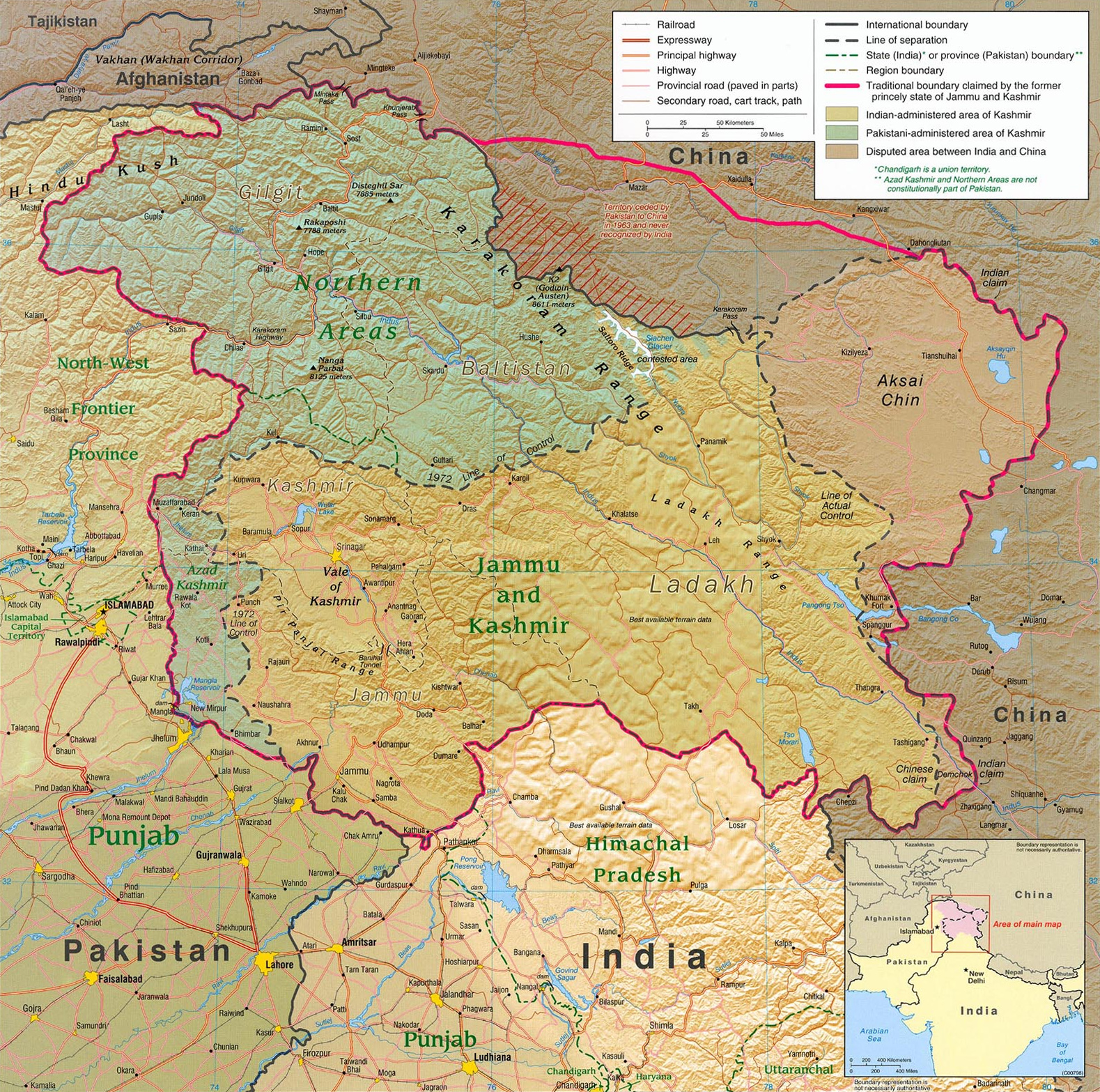
Het betwiste gebied in het midden.

Het Kargilconflict, ook minder nauwkeurig beschreven als Kargiloorlog of Derde Kasjmiroorlog, was een gewapend grensconflict tussen Pakistan en India van mei tot juli 1999, beperkt tot het gebied rondom de plaats Kargil in Ladakh (Kasjmir). Er was geen oorlogsverklaring en het reguliere Pakistaanse leger was officieel niet betrokken bij de strijdhandelingen.

## Aanleiding
Voor de deling van India in 1947 was het huidige district Kargil een deel van Balawaristan, dat bestuurd werd door de maharadja van Jammu en Kasjmir. Na de eerste Kasjmiroorlog van 1947–48 viel het gebied onder Indiaas bestuur. Kargil is sindsdien het enige district van India met een meerderheid van moslims. Het behoort nu tot het unieterritorium Ladakh. Kargil ligt niet ver van de Line of Control, de bestandslijn tussen India en Pakistan, op 120 km van de Indische stad Srinagar en op 173 km van de Pakistaanse stad Skardu.

## Politiek
Benazir Bhutto zei in een interview in 2003 dat generaal Pervez Musharraf al toen zij eerste minister was een plan had voorgelegd om Kargil in te nemen. Eerste minister Nawaz Sharif beweerde op 16 juli 2004 dat hij niets van de operatie wist, totdat zijn Indische ambtgenoot Atal Bihari Vajpayee hem erover opbelde. Musharraf stelt echter dat Sharif 15 dagen voor de reis van Vajpayee naar Lahore op 20 februari ingelicht was. Pakistaanse militaire bronnen beweren, dat alleen Musharraf en drie andere generaals ervan wisten.

## Operatie Badr
Omdat het 's winters in Kargil rond de – 40 °C is, verlaten de legers van India en Pakistan hun voorposten gewoonlijk in de herfst en bemannen ze die pas opnieuw tegen de zomer. In 1999 bezetten de Pakistani's alle 130 voorposten in Kargil al begin mei, waarmee ze dus 130 tot 1300 km² terrein beheersen. Deze 5000 Pakistaanse troepen waren niet van het reguliere Pakistaanse leger, maar van een paramilitair regiment. Er waren ook 2000 moedjahedien bij, waaronder guerrilla’s uit Kasjmir en uit Afghanistan.
De Pakistani beschikten over geweren, granaatwerpers, mortieren, artillerie en luchtafweer. Ze hadden ook 9000 .28AP.29 landmijnen gelegd. Ze beschikten over onbemande verkenningsvliegtuigjes en AN/TPQ-36 vuurgeleidingsradar. In de tweede week van mei liep een Indiase patrouille in een hinderlaag. De Pakistaanse artillerie beschoot ook verder gelegen stellingen van India.

## Operatie Vijay
India mobiliseerde 200.000 man. Daarvan waren er maar 30.000 voor het front, de rest voor logistiek. Omdat de Pakistaanse artillerie vanuit de ingenomen posities de nationale hoofdweg 1A tussen Leh en Srinagar bestreek, moest Leh bevoorraad worden vanuit Himachal Pradesh.
De eerste prioriteit van de Indiërs was om de posten te heroveren die uitzicht boden op de weg 1A. India voerde 155 mm BOFORS houwitsers aan om de Pakistaanse stellingen te bestoken.

## Operatie Safed Sagar
India begon met helikopters, maar viel al gauw ook met straaljagers aan. Wegens de hoogte konden de vliegtuigen maar een beperkte lading bommen meevoeren. Het aantal bruikbare vliegvelden was ook beperkt. India verloor een MiG-21 en een MiG-27. Een Mi-8-helikopter werd neergehaald met een FIM-92 Stinger-luchtdoelraket. India gebruikte lasergeleide bommen, die zowat 700 Pakistani doodden. India had ook onbemande verkenningsvliegtuigjes. India heeft ook napalm gebruikt.
Daar waar de artillerie of de luchtmacht niet geraakten, zette India bergtroepen in. Om niet gezien te worden vielen ze ‘s nachts aan bij –15 °C. Militair gezien was het efficiënter geweest om de aanvoerlijnen af te snijden. Dat hield in dat de Indiërs op Pakistaanse grond hadden moeten komen, wat India om politieke redenen wilde voorkomen. De helft van de Indiase doden in de oorlog sneuvelde bij de slag om Totoling.

## Zeemacht
De Indiase zeemacht maakte zich klaar om de Pakistaanse haven Karachi te blokkeren, zodat Pakistan zonder aanvoer zou zitten. Nawaz Sharif zei in 2001, dat Pakistan maar voor 6 dagen aardolie had.

## Kernwapens
Zowel India als Pakistan hadden in 1998 een kernwapen getest. De Pakistaanse minister van buitenlandse zaken Shanshad Ahmad dreigde op 31 mei, dat Pakistan bij uitbreiding van het conflict “elk wapen in zijn arsenaal” zou inzetten. De voorzitter van de Pakistaanse senaat zei “het nut van wapens te ontwikkelen is zinloos als ze niet gebruikt worden als ze nodig zijn”.
De CIA kreeg inlichtingen, dat Pakistaanse kernwapens dichter bij de grens waren geplaatst. Ook India had ten minste 5 AGNI ballistische kernraketten in gereedheid gebracht. Nawaz Sharif zei later, dat generaal Musharraf de kernwapens verplaatst had zonder hem in te lichten. Musharraf schreef hierover dat de Pakistaanse kernwapens niet eens gereed waren tijdens dit conflict.
Nawaz Sharif vloog naar de Amerikaanse president Bill Clinton op 4 juli en sloot te Washington een akkoord, waarbij hij instemde om alle Pakistaanse troepen terug te trekken.

## India
De gevechten stopten, maar de verenigde Jihad-raad verwierp de terugtrekking. Daarop hervatte India aanvallen in de laatste week van juli en het vuren staakte op 26 juli. In India wordt die dag herdacht als “Kargil Vijay Diwas” (Kargil-overwinningsdag). De grens was opnieuw zoals in het Verdrag van Shimla uit 1972.

## Pakistan
Aan Pakistaanse kant waren 4000 doden gevallen voor niets. Nawaz Sharif laadde alle schuld op generaal Musharraf en wilde hem voor de krijgsraad slepen. Generaal Musharraf pleegde op 12 oktober 1999 een staatsgreep zonder bloedvergieten waarbij hij Nawaz Sharif afzette.